# Wasilij Bogowoj
Wasilij Grigorjewicz Bogowoj, ros. Василий Григорьевич Боговой (ur. 28 lutego 1893 r. we wsi Parczinskaja w guberni archangielskiej, zm. 26 października 1937 r. w Moskwie) – rosyjski działacz rewolucyjny, radziecki wojskowy, dyplomata, funkcjonariusz służb specjalnych.
Ukończył szkołę podstawową w Szenkursku. Następnie pracował fizycznie w Szenkursku, a potem Archangielsku. W tym czasie zaangażował się w działalność rewolucyjną. Opowiadał się za wprowadzeniem w Rosji ziemstw. Po wybuchu I wojny światowej został zmobilizowany do armii rosyjskiej. Służył jako podoficer w Kronsztadzkiej Brygadzie Saperów.
Brał czynny udział w rewolucji lutowej 1917 r. Był członkiem Partii Socjalistów-Rewolucjonistów (tzw. eserów). Po rewolucji październikowej został przewodniczącym Szenkurskiej Rady Delegatów Chłopskich. Na pocz. 1918 r. przeszedł do bolszewików. Stanął na czele Szenkurskiego Ujezdnego Wojenkomu, zajmującego się organizowaniem oddziałów wojska bolszewickiego. W 1919 r. objął dowództwo oddziału partyzanckiego, przekształconego w regularną kompanię piechoty. Jesienią 1919 r. został dowódcą 156 Pułku Strzeleckiego 18 Dywizji Strzeleckiej. Następnie dowodził kolejno 160 i 499 Pułkami Strzeleckimi. Uczestniczył w wojnie z Polską.
W 1921 r. objął funkcję komendanta Archangielska. Od poł. listopada 1922 r. był archangielskim gubwojenkomem. Następnie został dowódcą 52 Brygady 58 Dywizji Strzeleckiej. Latem 1926 r. ukończył akademię wojskową Armii Czerwonej im. M. W. Frunzego, po czym objął funkcję zastępcy do spraw szkoleniowych komendanta moskiewskiej szkoły piechoty. Na pocz. września tego roku został zastępcą szefa oddziału szkoleniowego Sztabu Generalnego Armii Czerwonej. Pod koniec stycznia 1928 r. skierowano go do Polski w charakterze zastępcy attaché wojskowego ZSRR, następnie został tam attaché wojskowym. Faktycznie pełnił funkcję rezydenta Razwiedupra. W 1931 r. odesłano go do ZSRR z powodu aresztowania przez Polaków jego agentów: majora Sztabu Generalnego Wojska Polskiego Piotra Demkowskiego i inżyniera-wynalazcy A. Staniszewskiego.
Od października tego roku był zastępcą szefa 3 Wydziału (informacyjno-statystycznego) IV Zarządu Razwiedupra. Jednocześnie w 1934 r. przeszedł kurs na wydziale operacyjnym akademii wojskowej im. M. W. Frunzego. Pod koniec stycznia 1935 r. został szefem 4 Wydziału (kierownictwo oddziałami wywiadowczymi okręgów i flot, po reorganizacji od lutego 1936 - 5 Wydziału) Razwiedupra. Doszedł do stopnia kombryga.
Pod koniec maja 1937 r. został aresztowany przez NKWD. Po procesie skazano go na karę śmierci wykonaną przez rozstrzelanie 26 października tego roku.